# Tayvallich
Tayvallich är en by på Loch Sween i Knapdale, Argyll and Bute, Skottland. Byn är belägen 13 km från Lochgilphead. Orten har cirka 190 invånare. Från mars till september går en färja till Craighouse på Jura.